# Kostel svatého Petra a Pavla (Olomouc)
Kostel sv. Petra na Předhradí byl nejstarším olomouckým kostelem zmiňovaným v písemných pramenech v souvislosti s obnovením moravského biskupství v roce 1063. Po přeneseni biskupského stolce v roce 1141 se stal farním kostelem. Druhé zasvěcení sv. Pavlu přibylo v roce 1667.
Kostel stával na Petrském návrší v jižní části Předhradí až do roku 1792, kdy byl zrušen v důsledku reforem císaře Josefa II. Jednalo se o pozdně gotickou podélně orientovanou stavbu s opěrnými pilíři a polygonálně uzavřeným presbytářem. Při západním průčelí byla situována start hranolová věž čtvercového půdorysu, další věž byla přistavena v 17. století na severní straně. Podobu kostela známe detailněji díky mědirytině Předhradí na univerzitní tezi z roku 1575. Kostel původně prý stával na jiném místě v jihovýchodním nároží Tereziánské zbrojnice, která je nedaleko.
Základy kostela sv. Petra na Předhradí byly několikrát odkryty např. po výstavbě budovy školy Elisabethina v letech 1901–2 nebo v roce 1948, kdy proběhl první profesionální archeologický výzkum v Olomouci. Nejnověji byly základy odkryty při rekonstrukci děkanátu Filozofické fakulty Univerzity Palackého v letech 2015–2017. Kostel je připomenut vyznačením v jeho půdorysu v dlažbě na nádvoří budovy na Křižkovského 10.